# Kimberley (Australien)
Koordinaten: 17° 0′ S, 126° 0′ O
Kimberley ist eine der neun Regionen des australischen Bundesstaates Westaustralien. Sie befindet sich im Norden des Bundesstaates und wird im Westen durch den Indischen Ozean, im Norden durch die Timorsee, im Süden durch die Große Sand- und die Tanamiwüste und im Osten durch das Northern Territory begrenzt. Die Fläche der Kimberley-Region beläuft sich auf 424.517 km² und ist somit fast so groß wie Deutschland und Österreich zusammen.
Die Bevölkerung beträgt ungefähr 38.000 Menschen und wächst jährlich um 4,8 %. Circa die Hälfte der Bevölkerung sind Aborigines.
Benannt wurde das Land nach dem britischen Earl of Kimberley, wie sein Pendant der Stadt in Südafrika.

## Geografische Gliederung
Die Kimberley-Region ist in drei Kernregionen gegliedert (im Volksmund auch im Plural Kimberleys genannt):
Das schwer zugängliche nördliche Kimberley zeichnet sich durch 1,8 Milliarden Jahre altes Vulkan- und Sedimentgestein aus, das vor rund 200 Millionen Jahren angehoben wurde (sogenanntes Kimberley Plateau). Flüsse haben tiefe Schluchten in das Plateau eingegraben. Charakteristische Landschaftsformationen sind das Mitchell Plateau mit seinen spektakulären Wasserfällen, das üppige Buschland an den Ufern des Drysdale River und Price Regent River sowie die Mangroven an der Nordküste (Timorsee).
Das geologisch jüngere westliche Kimberley umfasst die sandigen Ebenen mit Dünen auf der Dampier Peninsula mit dem Cape Leveque, durchsetzt von Akazien-Buschland; geografisch ist diese Halbinsel – als Aboriginal-Land nur mit Genehmigung zugänglich – ein nordwestlicher Fortsatz der Großen Sandwüste, jedoch mit höheren Niederschlägen. Zum westlichen Kimberley zählen auch das Land am Fitzroy River, die Nationalparks am devonischen Kalkstein-Riff der Napier Range (Windjana Gorge National Park, Tunnel Creek National Park, Geikie Gorge National Park) sowie die östlich parallel verlaufende Granit-Formation der Wunaamin Miliwundi Ranges (früher King Leopold Range genannt) (Abbruchkante des Kimberley Plateaus).
Das geologisch differenzierte östliche Kimberley umfasst so unterschiedliche Landschaften wie die Bungle Bungle einerseits und die Sandsteinformationen um Halls Creek andererseits. Klimatisch stellt es eine Übergangszone zum ariden Klima der Tanami Desert dar, was sich auch in Flora und Fauna auswirkt. Die fruchtbaren Ebenen am Ord River und der Lake Argyle begrenzen das nordöstliche Kimberley hin zum Northern Territory.

## Klima
In der Kimberley-Region herrscht während der sommerlichen Regenzeit von Oktober/November bis März/April tropisches Monsunklima. In dieser Zeit fällt 90 % des gesamten jährlichen Niederschlags; die Luftfeuchtigkeit beträgt in dieser Zeit häufig 80 bis 90 %. Daraufhin folgt eine ebenso lange winterliche Trockenzeit (April/Mai bis September/Oktober), bei der die Luftfeuchtigkeit bis auf 27 % fällt. Das Landesinnere der Kimberley-Region gilt als der heißeste Teil Australiens und sogar der gesamten südlichen Erdhälfte. Hier herrschen im Sommer feuchtheiße Tagestemperaturen mit Spitzenwerten von 40 bis 45 Grad Celsius und im Winter trocken-heiße 30 bis 35 Grad Celsius. Die Region wird daher auch als „südlicher Hitzepol“ bezeichnet.

## Landschaft

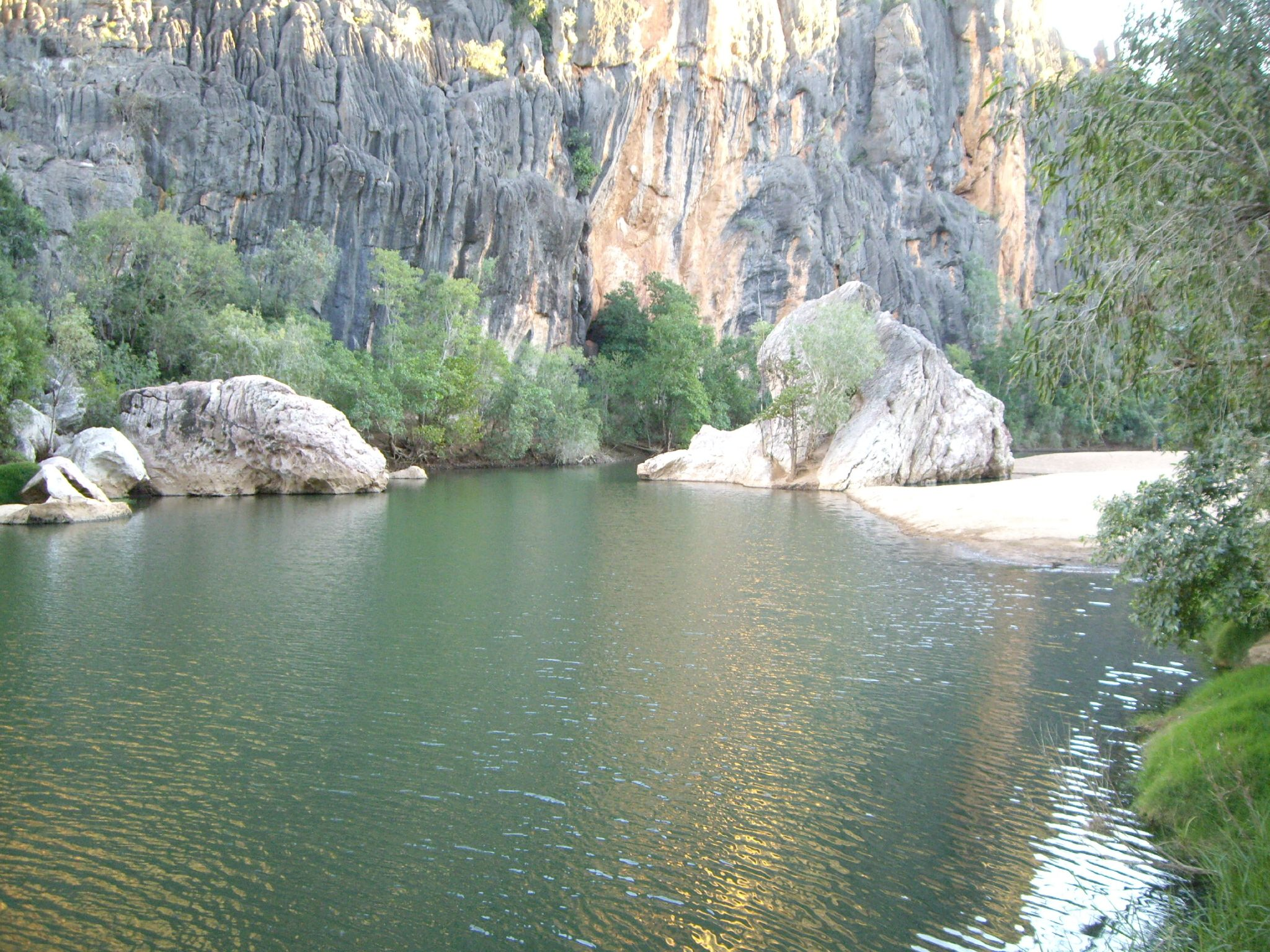
Lennard River

Das nördliche Kimberley-Plateau ist in weiten Teilen ein mit schütterem Eukalypten- und Akazien-Buschland bedecktes Tafelland, in das Flüsse tiefe Sandsteinschluchten eingegraben haben. Im Zentrum erreicht das Plateau eine Höhe von etwa 800 m; zur Küste hin reduziert sich die Höhe allmählich auf rund 300 m. Zur Timorsee fällt das Plateau in steilen Klippen ab.
In den vor der Sonne geschützten Schluchten, in denen selbst in der Trockenzeit das Wasser gespeichert wird, überstehen bis zu 50 Hektar große „Inseln“ tropischem Regenwalds. Eine endemische Fächerpalmen-Art (Livistona eastonii) dominiert das Mitchell-Plateau. Die Küstengebiete sind hauptsächlich mit Mangroven bewachsen.

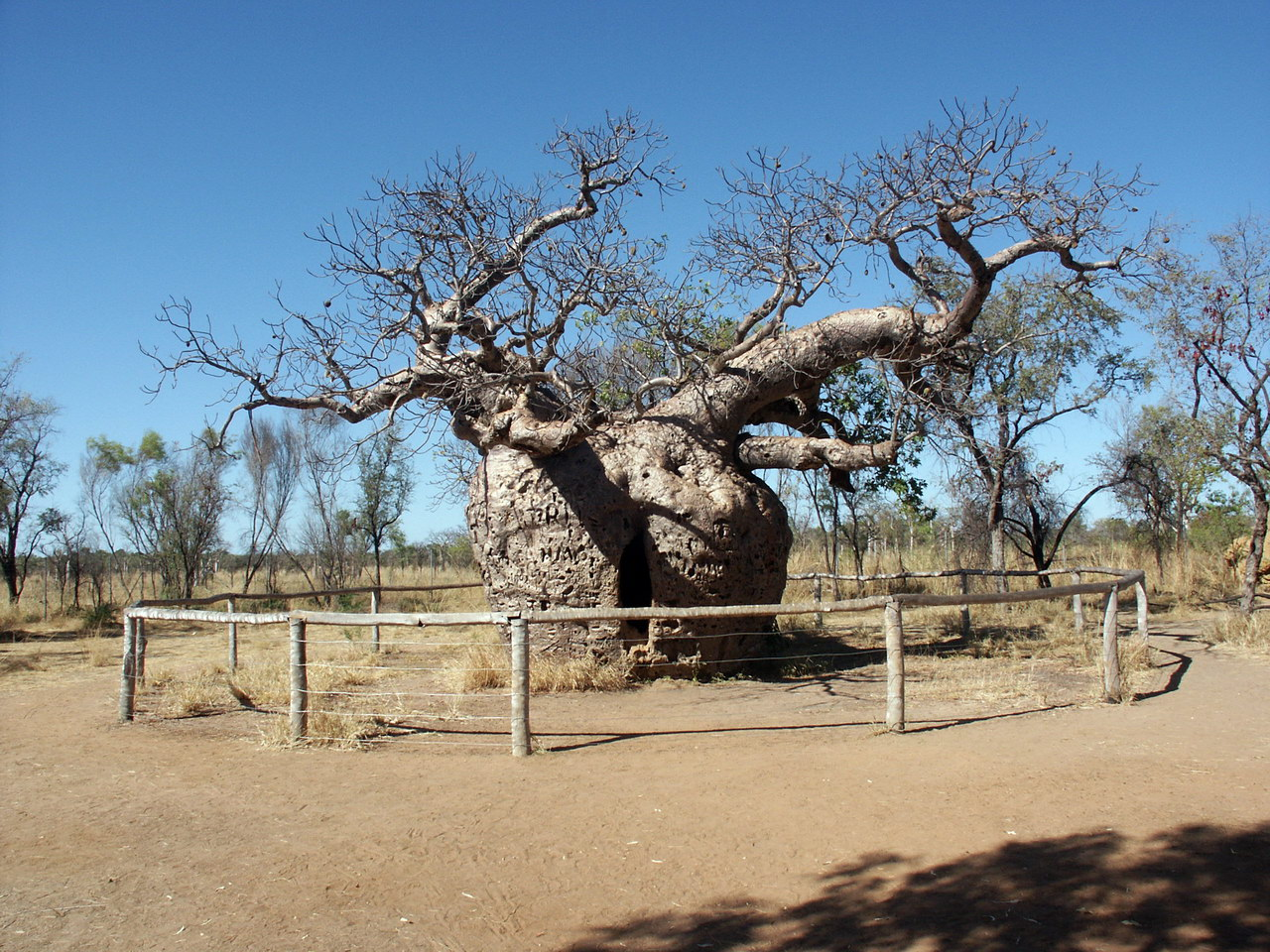
Australischer Baobab, „Boab“ (Adansonia gregorii) in Derby, Westaustralien

Die südlichen Kimberleys, insbesondere östlich des Fitzroy River, bestehen aus flacher Baum-Savanne. Während der Regenzeit wachsen die Gräser zwischen den Eukalypten und Akazien und bis zu zwei Meter hoch; endemisch in den Savannen der Kimberleys ist außerdem der Australische Boab (Adansonia gregorii), der zum touristischen Emblem der Region geworden ist. Blühende Pflanzen wie die Kimberley-Bauhinie, der Kapok Bush (Cochlospermum) und die Kimberley-Heide bereichern die Savannen-Vegetation. In den südlichsten Gebieten in der Randzone zum ariden Klima geht die Vegetation in eine Spinifex-Steppe über.
Einige stark erodierte Sandsteinformationen – beispielsweise die „Bienenkörbe“ der Bungle Bungle – sind von braunroter Farbe und fast gänzlich ohne Vegetation, da die heftigen Regenfälle während der Regenzeit das gesamte Erdreich in die Savannen im Flachland spülen.
Ähnlich vielfältig wie die Landschaft ist auch die Tierwelt der Kimberleys. Australien-Krokodile leben in den Gewässern der Napier Range und im Fitzroy River, Salzwasserkrokodile kommen entlang der gesamten Küste vor, von den schlammigen Überschwemmungsebenen des Kings Sound bei Derby im Südwesten bis zum Cambridge Gulf bei Wyndham im Nordosten. Der Lebensraum der Berg- und Felskängurus sind die steilen Schluchtwände. Über 80 Reptilien- und über 100 Vogelarten sind in einigen Nationalparks wie Windjana Gorge, Purnululu und Parry Lagoons dokumentiert. Flughunde leben in Kolonien auf Eukalypten und Papierrindenbäumen.

## Besiedelung, Wirtschaft
Die Kimberley-Region ist eine der am frühesten besiedelten Regionen Australiens; die ersten Zuwanderer kamen vor etwa 40.000 Jahren über die Inseln des heutigen Indonesien. Verschiedene Aboriginal-Stämme bewohnen heute ihre jeweils eigene Gegend, beispielsweise die Bunuba die Napier Range, die Djaru und Kija die Gegend um Halls Creek und die Bungle Bungles, die Bardin die Dampier Peninsula, die Wunambal das Mitchell Plateau und die Worara die Gegend um den Prince Regent River. Zeugen dieser frühen Besiedlung sind die Bradshaws, 50.000 Jahre alte Felsmalereien der Aborigines.
Europäer erschienen in dieser Gegend nicht vor Ende des 19. Jahrhunderts. Unter den ersten europäischen Pionieren war Alexander Forrest (1879), der das Gelände 400 km am Fitzroy River entlang und dann weiter östlich über Halls Creek bis ins Northern Territory erkundete. Dabei entdeckte er die Napier Range und die King Leopold Ranges, den Margaret River und den Ord River. Er benannte das von ihm entdeckte Land nach dem Earl of Kimberley wie sein Pendant in Südafrika; dass es auch im australischen Kimberley Diamanten gibt, hat Forrest nicht wissen können und ist schierer Zufall, der sich im Nachhinein herausstellte.
In der Folge – ab ungefähr 1885 – wurden Siedler angelockt, die auf der Suche nach gutem Weideland für ihr Vieh waren. Trotz klimatisch schwieriger Bedingungen spielt die Rinderzucht bis heute eine entscheidende Rolle. Vorübergehend wurden Ende des 19. Jahrhunderts auch die Goldfunde bei Halls Creek zum Anziehungsobjekt für viele Einwanderer; die Goldminen sind heute stillgelegt.
Landwirtschaft ist nur in der fruchtbaren Ebene am Ord River bei Kununurra durch ein ausgeklügeltes Bewässerungssystem möglich. Nachdem Baumwoll-, Zuckerrohr- und Obstanbau mit mehr oder weniger zufriedenstellenden Ergebnissen versucht worden ist, konzentriert sich die Agrarwirtschaft zurzeit auf Sandelholzplantagen.
1890 kamen französische Trappisten, die mit der römisch-katholischen Missionsarbeit unter den Aborigines begannen. 1901 übernahmen Pallottiner aus Deutschland die Mission Beagle Bay, wo bis 1918 die Sacred Heart Kirche gebaut wurde, die wegen ihrer Ausstattung mit Muscheln bekannt ist.
Zu den vielen geschichtsträchtigen Ansiedlungen gehören Broome, das Tor zu den Kimberleys, das mit rund 15.000 Einwohnern die größte Stadt Kimberleys' ist. Ihre wirtschaftliche Ausrichtung basierte auf Perlentaucherei und -zucht. Wyndham und Derby sind Hafenstädte, Halls Creek eine Goldgräberstadt, Kununurra eine Trabantenstadt des Staudammbaus der 1960er Jahre und der Argyle Diamond Mine, eine der weltweit größten Diamantenminen und wichtiger Arbeitgeber der Region.
Tourismus ist seit dem 21. Jahrhundert – nach Ausbau der Infrastruktur und Professionalisierung der Nationalparkadministrationen in allen diesen Ansiedlungen – Haupteinnahmequelle der Region.

## Transport
Zentrale und einzige asphaltierte Verbindung am Südrand der Kimberley entlang ist der Great Northern Highway von Derby über Fitzroy Crossing und Halls Creek nach Kununurra.
Die – abgesehen von den ersten 60 km östlich von Derby – unasphaltierte Gibb River Road führt nördlich parallel durch die zentralen Kimberleys. Seiten-Tracks erschließen die einzelnen Schluchten.
Hauptpiste in den Norden ist die Kalumburu Road mit einigen schwierigen Seiten-Tracks, beispielsweise zum Mitchell Plateau, sowie dem nur mit Aboriginal-Genehmigung zugänglichen Carson River Track.
Die Fairfield Leopold Downs Road ist ein touristisch populärer Track vorbei an den Nationalparks der Windjana Gorge und des Tunnel Creeks.
Abgesehen von der asphaltierten Strecke auf dem Great Northern Highway ist für die Kimberley-Region ein Fahrzeug mit Allradantrieb unerlässlich. Die Kimberleys können selbst bei guten Straßenbedingungen in der Trockenzeit nicht mit herkömmlichen Fahrzeugen erkundet werden. In der Regenzeit sind sämtliche unasphaltierten Verbindungen inklusive der Gibb River Road nicht befahrbar.

## Bilder

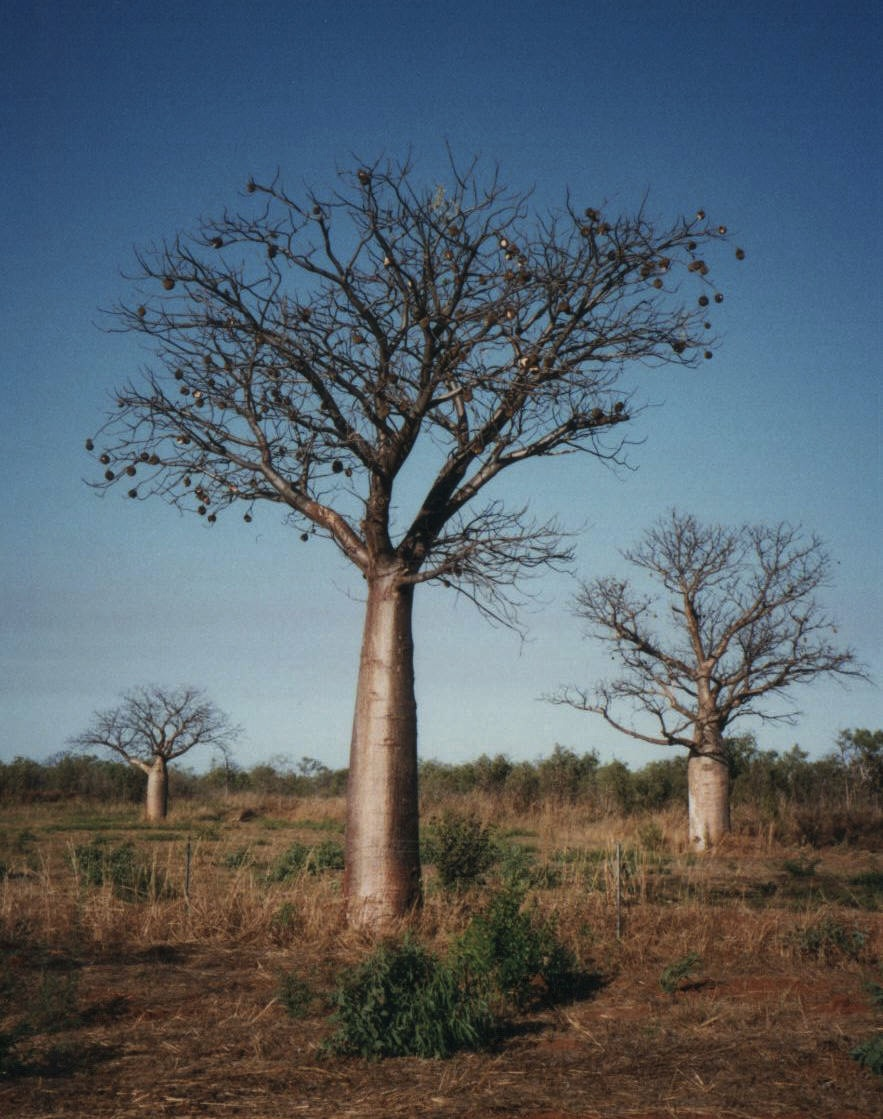
Australischer Baobab (Adansonia gregorii)
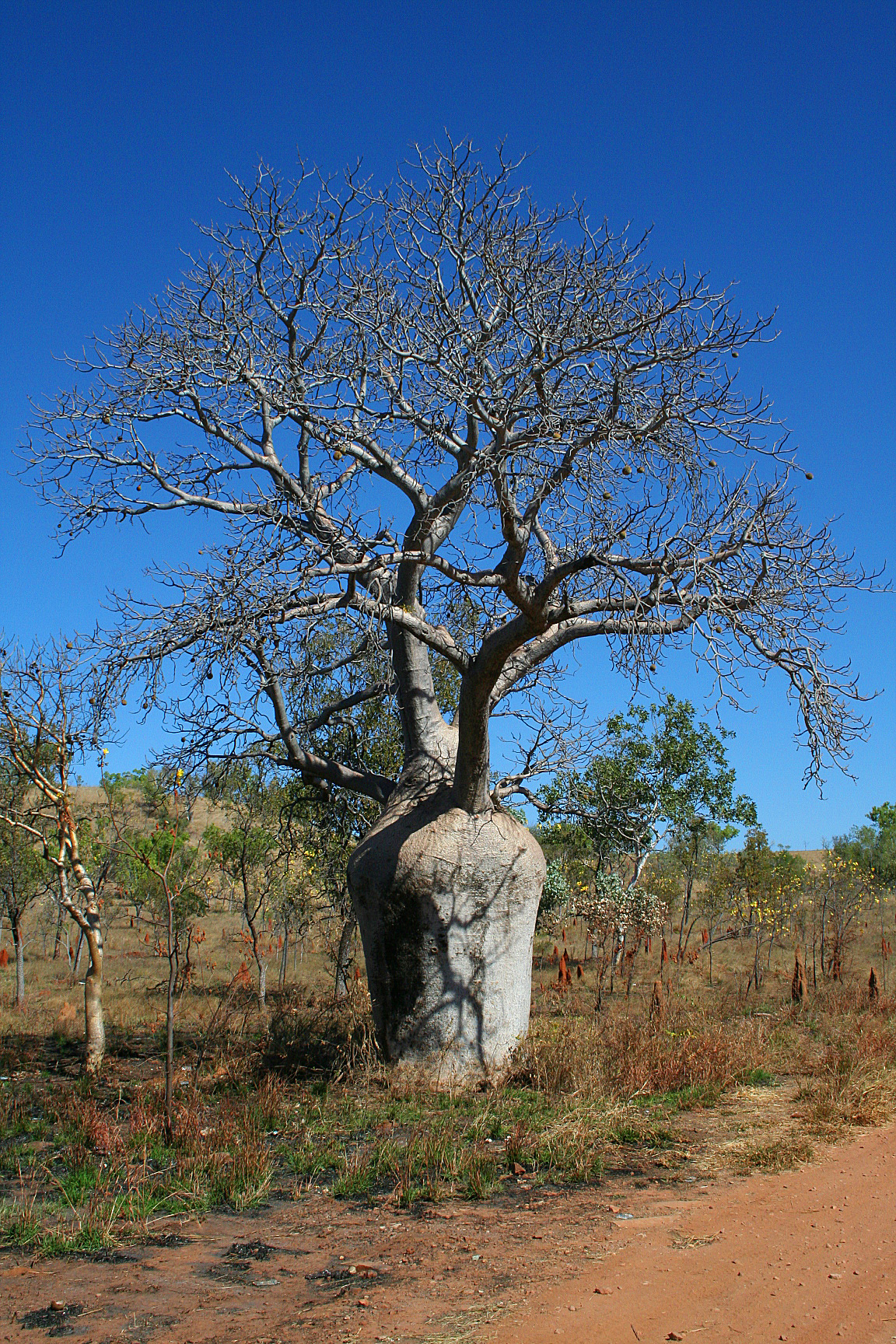
Australischer Baobab (Adansonia gregorii)
Schlucht in der Kimberley-Region
Hügelkette in der Kimberley-Region